# Ctenus cavaticus
Ctenus cavaticus este o specie de păianjeni din genul Ctenus, familia Ctenidae, descrisă de Theo Albert Arts în anul 1912. Conform Catalogue of Life specia Ctenus cavaticus nu are subspecii cunoscute.